# Stizorhina fraseri
El zorzal de Fraser (Stizorhina fraseri) es una especie de ave paseriforme de la familia Turdidae propia de África occidental y central. Se encuentra en Angola, Camerún, República Centroafricana, República Democrática del Congo, República del Congo, Guinea Ecuatorial, Gabón, Guinea, Nigeria, Sudán, Tanzania, Uganda y Zambia. Su hábitat natural son los bosques tropicales húmedo de tierras bajas.
Anteriormente se consideraba al zorzal de Finsh (Stizorhina finschi) coespecífico con el zorzal de Fraser (BirdLife International 2004). Ambos anteriormente se clasificaban en el género  Neocossyphus..